# Balachta
Balachta (russisch Балахта́) ist eine Siedlung städtischen Typs in der Region Krasnojarsk in Russland mit 7410 Einwohnern (Stand 14. Oktober 2010).

## Geographie
Der Ort liegt etwa 100 km Luftlinie südwestlich des Regionsverwaltungszentrums Krasnojarsk am rechten Ufer des Ob-Nebenflusses Tschulym.
Balachta ist Verwaltungszentrum des Rajons Balachtinski sowie Sitz der Stadtgemeinde (gorodskoje posselenije) Possjolok Balachta, zu der außerdem die Dörfer Marjassowo (13 km südwestlich), Ogonki (17 km nordöstlich) und Talowaja (8 km südwestlich) gehören.

## Geschichte
Der Ort wurde 1740 von Kosaken gegründet und trug zunächst den Namen Balachtinskoje. 1783 war es Sitz einer Wolost im Ujesd Krasnojarsk (ab 1822 Okrug des Gouvernements Jenisseisk). Am 4. April 1924 wurde Balachta Verwaltungssitz eines nach ihm benannten Rajons. Seit 1961 besitzt es den Status einer Siedlung städtischen Typs.

### Bevölkerungsentwicklung
| Jahr | Einwohner |
| ---- | --------- |
| 1939 | 4364      |
| 1959 | 4248      |
| 1970 | 7151      |
| 1979 | 7427      |
| 1989 | 7793      |
| 2002 | 7843      |
| 2010 | 7410      |

Anmerkung: Volkszählungsdaten

## Verkehr
Etwa 6 km östlich von Balachta führt die föderale Fernstraße R257 (ehemals M54) vorbei, die Krasnojarsk über Abakan und Kysyl mit der Grenze zur Mongolei verbindet. Dort zweigt die Regionalstraße 04K-042 (ehemals R412) ab, die Balachta durchquert und über Uschur (120 km entfernt, an der Bahnstrecke Atschinsk – Abakan) nach Scharypowo führt.
Ein kleiner Flughafen südwestlich der Siedlung ist seit Anfang der 1990er-Jahre außer Betrieb.